# تشيستر ساندرز لورد
تشيستر ساندرز لورد (بالإنجليزية: Chester Sanders Lord)‏ هو صحفي أمريكي، ولد في 18 مارس 1850، وتوفي في 1 أغسطس 1933.